# Catedral de Tsaishi
La Catedral de Tsaishi o La iglesia catedral de Tsaish de la Asunción de la Santísima Virgen María (idioma georgiano:ცაიშის საკათედრო ტაძარი) es la iglesia catedral de las diócesis de Zugdidi y Tsaishi, la sede de uno de los departamentos episcopales más antiguos de Georgia.

## Historia
En los siglos VI y VII, la silla episcopal ya existía en el territorio de la iglesia. En la lista de departamentos episcopales de 602 a 610, se menciona la eparquía tzayish en Lazika . El monumento georgiano más antiguo, mencionado por el Obispado de Tsasha, es una inscripción en una cruz de piedra de los siglos X - XI, donde el obispo Ephraim de Tsaishsky se menciona al lado del nombre de Rey Bagrat.
Inicialmente, la congregación del templo se situaba entre los ríos Hobistskali y Enguri , desde el Mar Negro hasta la Cordillera Unagirsky. Después de que se abolieron los episcopados de Drand, Mokva y Bedi, la población de Samurzkano también se convirtió en parte y se hicieron seguidores del obispo Tsaish.
Un moderno templo abovedado fue construido entre los siglos XIII y XIV . Se sabe que desde el siglo XI a 1823 la diócesis perteneció a 20 obispos Tsaish, entre los cuales, los más importantes fueron Gurieli Malaquías (1612 - 1639) y Grigol Chikovani (1777 - 1823)
El obispo Malaquías es conocido por haber restaurado y renovado completamente el templo de Tsaish después del devastador terremoto de 1614. El obispo Grigol es conocido por haber logrado contar con el apoyo de Katsii III Dadiani y devolver las tierras arrebatadas por los señores feudales a la iglesia. Además, construyó un muro y un campanario alrededor de la iglesia. En 1823, el gobierno ruso abolió el Tsaishsk y otros obispados de Murel. Desde entonces hasta 1879 hubo un monasterio aquí . El monasterio fue uno de los principales lugares para la difusión de la educación, ya que tenía una escuela.
Con la llegada de los bolcheviques a Georgia, el monasterio fue cerrado y abandonado. En 1989 , con la bendición de los católicos y el patriarca de Georgia Elías II, se restauró el monasterio. Desde 1989 hasta su muerte, el diácono Amiran Shengelia, quien fue enterrado cerca de la puerta sur, estuvo a cargo del templo. Hoy en día, el primado del templo es el diácono Zabulon Kobalia.